# UNICHIM
UNICHIM (Associazione per l'Unificazione del Settore dell'Industria Chimica) è un ente federato all'UNI che si occupa dell'unificazione e normalizzazione nell'ambito della simbologia grafica utilizzata in ingegneria chimica per descrivere tramite disegno tecnico un impianto chimico. Su mandato UNI partecipa a commissioni ISO e Comitato Europeo di Normazione (CEN).

## Motivi per l'unificazione
L'unificazione risulta particolarmente importante nei seguenti riguardi:
- nello stabilire le caratteristiche dei materiali da costruzione;
- nel dimensionamento dei pezzi di più comune impiego per la costruzione di apparecchi;
- nei metodi di calcolo per apparecchi soggetti a sollecitazioni dovute a parametri quali a pressione e temperatura;
- nel dimensionamento e nella scelta dei materiali in cui devono essere costruiti i semilavorati metallici, le lamiere, i profilati e i tubi;
- nello stabilire i sistemi di filettatura e bulloneria;
- nel determinare la tipologia, le dimensioni e i materiali per organi accessori di tubazioni (flange, raccordi, valvole, ecc.);
- nel fissare le pressioni nominali (espresse in kg/cm²) e i diametri nominali (espressi in mm), da cui risulta definito un sistema di tubazione.

Nell'ambito del disegno di impianti chimici l'unificazione è necessaria riguardo a:
- la denominazione e il contenuto dei vari schemi utilizzati nell'industria chimica;
- i simboli utilizzati per rappresentare le varie apparecchiature;
- le sigle che specificano le apparecchiature;
- la modalità di rappresentazione dei dati di processo.